# Dedo en martillo
Un dedo en martillo es una lesión del tendón extensor en la articulación de la falange distal. El resultado es la incapacidad de extender la punta del dedo sin apretarla para ayudarla. Generalmente va acompañado de dolor y morados en la parte posterior de la articulación más lejana del dedo (articulación de la falange distal).
Un dedo de mazo suele dar como resultado el plegado superior de la punta del dedo. Típicamente, esto sucede cuando una pelota golpea un dedo extendido y lo bloquea.   Esto causa la avulsión del tendón (desprendimiento del tendón) o en el tendón arranca un poco de hueso.   El diagnóstico generalmente se basa en el estudio de los síntomas comprobándolos por rayos X. Sin un tratamiento adecuado se puede producir una deformidad permanente del dedo.

## Diagnóstico
El diagnóstico generalmente se basa en el estudio de los síntomas, apoyado por Radiografías . 

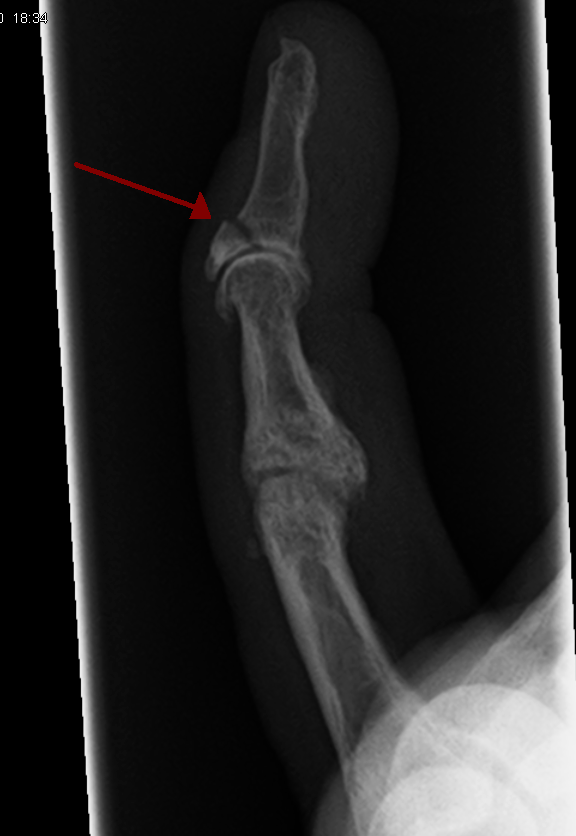
La radiografía que muestra fractura en la inserción del tendón extensor
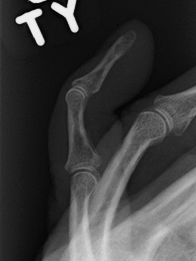
Un dedo en martillo sin una fractura asociada

## Tratamiento
El tratamiento generalmente se lleva a cabo con una férula que sostiene el dedo continuamente durante 8 semanas.   Hay que empezar durante la primera semana de la lesión. Si dicho está doblado durante estas semanas, la curación puede tardar más.   Si un pedazo grande de hueso se ha roto la cirugía puede ser recomendable.   Sin un tratamiento adecuado se puede producir una deformidad permanente del dedo.

La cirugía generalmente no mejora los resultados, aunque puede ser obligatoria si el dedo no se puede modificar presionándolo o la rotura se ha separado más del 30% de la superficie de la unión. Si el problema subsiste, también se puede requerir una cirugía al cabo de un tiempo.   Una fractura abierta puede ser otro motivo para aplicar la cirugía, que deberá poner el dedo en una posición neutral y pasar un cable perforando del DIP al PIP, forzando la inmovilización. 

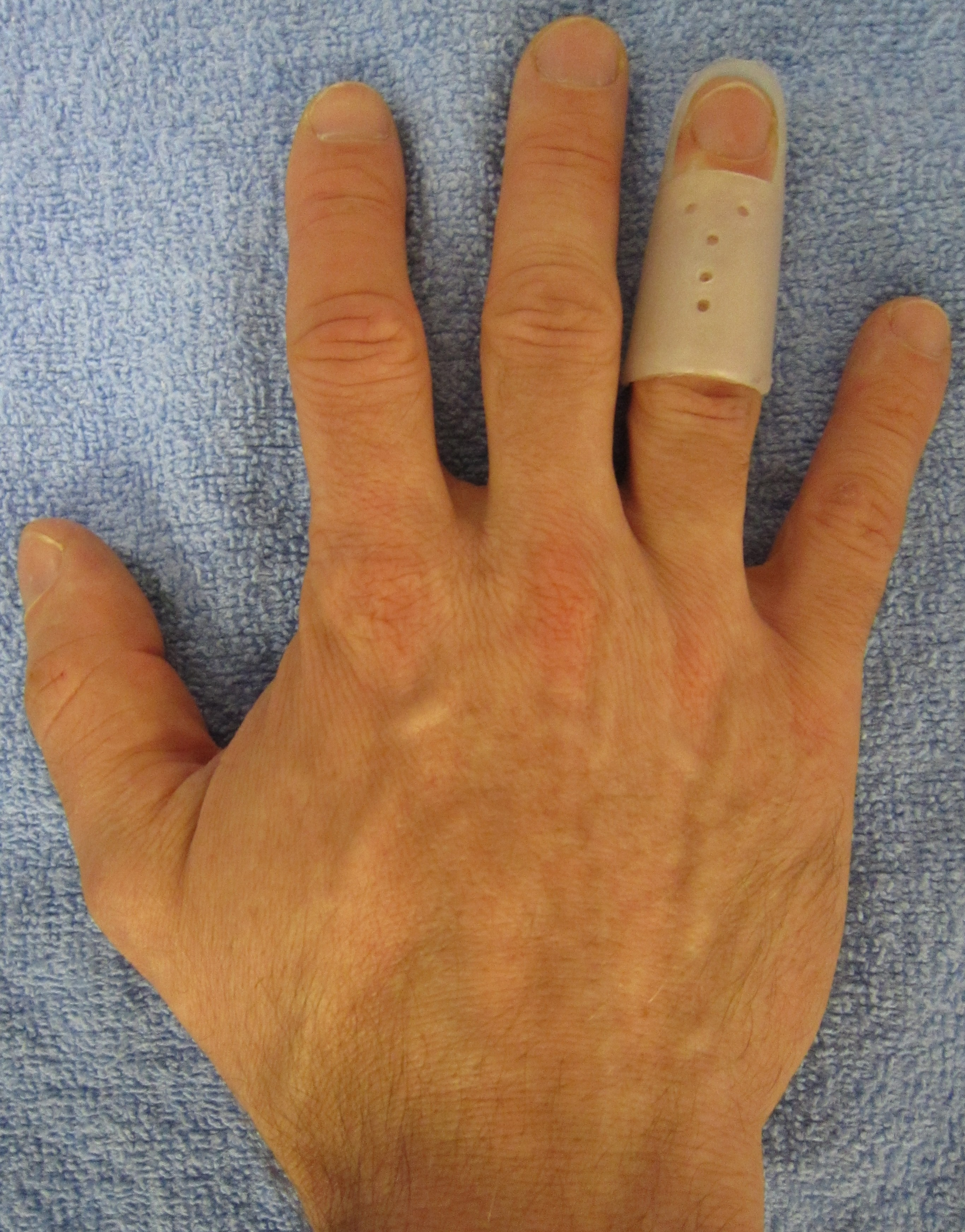
Un ejemplo de una férula para el dedo en martillo.
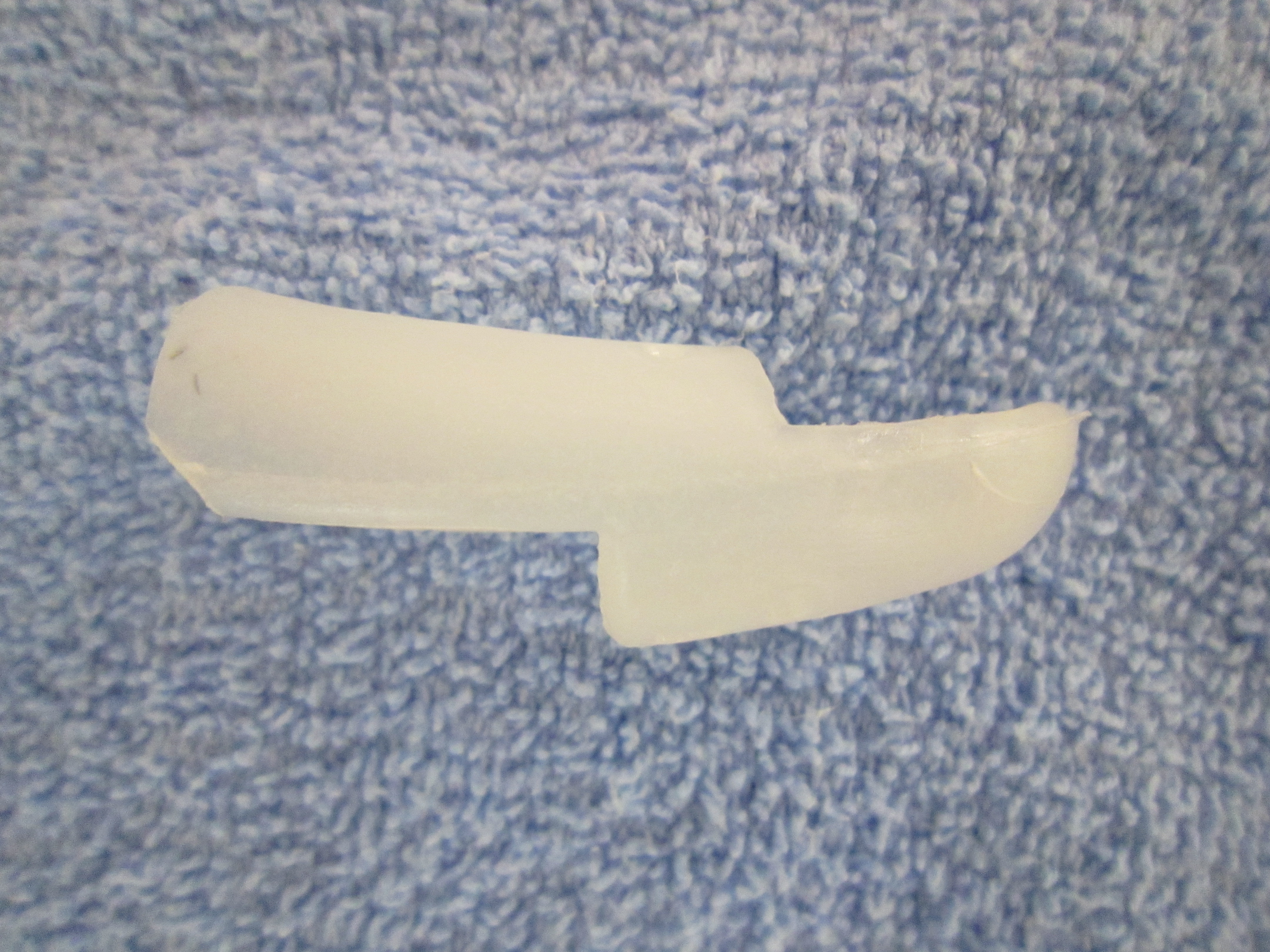
Vista lateral una férula para el dedo en martillo.